# Москва (лодочный мотор)
«Москва» — марка лодочных подвесных моторов, выпускавшихся в СССР Московским машиностроительным заводом «Красный октябрь» с 1955 по 1962 годы и Ржевским моторостроительным заводом с 1962 по 1972 годы.
Серийно выпускались пять моделей лодочных моторов «Москва»:
- «Москва»
- «Москва-М»
- «Москва-12,5»
- «Москва-25»/«Москва-25А»
- «Москва-30»

## Конструктивные особенности
Лодочные моторы «Москва» всех моделей построены по классической схеме с вертикальным расположением узлов. Конструкция и внешний вид были изначально скопированы с хорошего десятисильного американского мотора «Scott-Atwater», вышедшего на рынок США в 1951 году.
Двигатель — двухтактный карбюраторный двигатель двухцилиндровый с дефлекторной продувкой и всасыванием свежей смеси через автоматические лепестковые клапаны.
Топливо — бензин А-76 с растворённым в нём маслом.
Зажигание рабочей смеси осуществляется от маховичного магнето с контактным прерывателем.
Охлаждение двигателя — принудительное, забортной водой. Для этого в конструкции мотора предусмотрен насос-дозатор (помпа).
Выхлоп отработавших газов осуществляется через дейдвудную трубу в воду.
Запуск двигателя ручным стартером с вытяжным самоубирающимся шнуром.
Дейдвудная труба мотора (промежуточный корпус) связывает двигатель и редуктор. С помощью подвески с упругими элементами и струбциной мотор закрепляется на транце лодки.
Редуктор моторов «Москва» всех марок — конический одноступенчатый реверсивный.
Моторы «Москва» в разные годы комплектовались гребными винтами различной геометрии. Поскольку посадочные места винтов были унифицированы — это давало возможность подбора оптимального винта к лодке.
Управление мотором осуществляется с помощью румпеля или дистанционно.
Моторы имеют отдельный бензобак, который можно размещать в любом месте лодки.
Двигатель закрывается кожухом. На ранних моделях кожух делался из стали, а на более поздних — из сплава алюминия.

## Потребительские характеристики
Подвесные лодочные моторы «Москва» получили широкое распространение в СССР.
Моторы «Москва», «Москва-М» и «Москва-12,5» имели удачную конструкцию, которая характеризовалась следующими достоинствами:
- высокая надёжность и долговечность;
- хорошая ремонтопригодность, возможность ремонта вне специально оснащенных мастерских;
- возможность эксплуатации на бензинах с низким октановым числом и на недорогих маслах;
- небольшой расход топлива (для 10-ти сильных моделей — 3,5 — 4 л/ч);
- высокий КПД гребного винта, малое лобовое сопротивление подводной части;
- моторы «Москва 12,5» имели хороший внешний облик, высокое качество окраски.

(Моторы «Москва 25» и «Москва 30» имели неудачную конструкцию и вышеперечисленные достоинства к ним не относятся);
- комплектация тремя гребными винтами;
- унифицированное с лодочными моторами «Johnson» (США) крепление гребного винта.

К недостаткам моторов «Москва» следует отнести:
- применение в двигателе устаревшей дефлекторной продувки, что не позволяет форсировать двигатели;
- отсутствие системы улавливания топлива, проливающегося из карбюратора (на моторах «Москва-12,5», «Москва-25» и «Москва-30»);
- отсутствие термостата в системе охлаждения, что не позволяет поддерживать оптимальный тепловой режим двигателя;
- затруденный запуск по причине несовершенной системы зажигания, а на моторах, выпущенных после 1962 года ещё и по причине несовершенства карбюратора К-36.

## Социальное значение
Моторы «Москва», также как и моторы «Стрела» в своё время дали толчок развитию индустрии моторных лодок в СССР и способствовали приобщению граждан к водномоторному образу жизни.

## Дополнительная информация
- О лодочном моторе «Москва»
- Подборка материалов о лодочном моторе «Москва»